# Csíki Lapok
A Csíki Lapok közgazdasági és társadalmi, később politikai hetilap volt, Csíkszeredában jelent meg 1888-tól 1944-ig. A város leghosszabb életű lapja volt, több mint fél évszázadon át szolgálta Csík vármegye társadalmának érdekeit, tudósított a régió mindennapjairól.

## Alapítása
A Csíki Lapok alapítási éve, 1888 egyben a modern újságírás kezdetét is jelentette Csíkszeredában.
1888. december 13-án a csíkszeredai városháza tanácskozó termében zártkörű megbeszélést tartottak. Imets Fülöp Jákó, a csíksomlyói római katolikus gimnázium igazgatója, mint elnök vezette a tanácskozást, amelyen döntés született arról, hogy Györgyjakab Márton nyomdájában 1889-től Csíki Lapok címmel egy szépirodalmi és társadalmi hetilapot adnak ki.
Az új lap felelős szerkesztőjének dr. Bocskor Béla ügyvédet, főmunkatársnak Vitos Mózes nyugalmazott katolikus lelkészt és Molnár László ügyvédjelöltet választották.
1888. december 25-én jelent meg a Csíki Lapok mutatványszáma, szerkesztői már ebben a számban meghatározták a lap célját és irányát:
“Csíkmegye érdekeit az általános cultura különböző ágazataiban megvilágítani, közérdekű és napi kérdéseinket megvitatni, ezek iránt a talán szunnyadó figyelmet, felkelteni, társadalmi erkölcseinket művelni és magasabb színvonalra emelni…”
A kiadóhivatal már az első szám első oldalán felvázolta a lap szerkezeti felépítését, és hogy mit olvashat a rovatokban az érdeklődő. Az Iránycikk rovat a megye és a vidék érdekeit képező napi kérdéseket tárta fel. A Szemle rovat kivonatot közölt a politikáról. Külön rovat volt a Szakközlemények részére, ahol a közgazdaság különböző ágazatait vizsgálták. A Tárcában a szépirodalom kapott helyet. Az Egyleti élet és Tanügy cikkei a megye egyházi és oktatási életét mutatta be, a Levelezések útján pedig a megye különböző vidékei adtak hírt magukról. A Különfélékben a hét történéseit összegezték, a Csarnokban humoros, az olvasók szórakoztatására szánt cikkek jelentek meg. Az utolsó oldalon reklámok is megjelentek, igaz meglehetősen kezdetleges formában.

## Története
A lap története összefonódik a város és környéke történetével. A Csíki Lapok társadalmi, közgazdasági és szépirodalmi lapnak nevezte magát. Ára egy negyedévre 1 forint, egy évre 4 forint volt. A lap szerdánként jelent meg, szerkesztősége a csíki posta melletti Szultán házban volt. Később 1889. november 1-jétől a Vár utca 214. szám alá, az új Megyeháza, a mai Városháza mellé költözött.
1890. március 15-én a Csíki Lapok rendkívüli ünnepi számához mellékelték az 1849-ben megjelent [Hadi Lap] negyedik, ötödik és hatodik számából összeállított példányt.
1892-ben két főmunkatárs csatlakozott a lap szerkesztőségéhez: Hochschild Lajos Gyergyószentmiklósról, Embery Árpád pedig Székelyudvarhelyről. A Lap Egy hét címmel szépirodalmi melléklettel kedveskedett az olvasóknak. A Csíki Lapok olvasótoborzó céllal indított mellékletei rövid életűek voltak.
A Csíki Lapok 1894-től beszüntette székelyudvarhelyi tudósításait, ezzel egyidőben átszervezték szerkesztői csapatát is.
1896-ban fokozott figyelemmel követte a lap a millenniumi ünnepségeket, az 1896. május 16-án megjelent ünnepi szám vezércikkét Ezer év címmel Tivai Nagy Imre írta.
A Csíki Lapok életében 1897. január 1-jétől fordulat állt be. Dr. Bocskor Bélát vármegyei tiszti főügyésznek választották, ezért kénytelen volt lemondani a felelős szerkesztői állásról, amelyet nyolc éven keresztül töltött be. A helyét Molnár József ügyvéd vette át, de 1898 elején lemondott és a szerkesztést a kiadó laptulajdonos Györgyjakab Márton vette át.
1899. január 1. újabb változást hozott, a szerkesztést Dr. Fejér Antal ügyvéd, vette át,
aki az új év első lapszámában kijelentette, a lap politikai programja a szabadelvűség lesz.
A lap ugyanakkor a vármegye hivatalos közlönyének szerepét is betöltötte, mint ilyen Hivatalos Rész címen új rovat indult, amelyben a kormány- és vármegyei rendeletek, tudnivalók jelentek meg.
1899. július 7-én, életének 43. évében meghalt Györgyjakab Márton nyomda- és laptulajdonos. A nyomda irányítását 1899 augusztusában Drezuándt Viktor vette át.
Az 1900-as évektől a Csíki Lapok nagyobb terjedelemben, 6-8 oldalon jelent meg. Egyre nagyobb figyelmet fordítottak a szemnek tetszetős, de ugyanakkor tartalmi szempontból is minőségi szerkesztésre. Míg kezdetben alig volt hirdetés, ezekben az években a reklám sokszor két oldalt is elfoglalt, illetve megjelentek a képi ábrázolások is.
1902-ben a belügyminiszter rendeletére minden vármegyének külön hivatalos lapot kellett kiadnia. A vármegye ennek eleget is tett, és a hivatalos lapot minden hónap első és harmadik szerdáján a Csíki Lapokkal együtt küldték ki.
1902. szeptember 5-én, a lap címoldalán 1902. szeptember 10-től, a 37. számtól, mint kiadóhivatal és szerkesztőség a Szvoboda Testvérek jelennek meg.
Az 1902-ben zajlott tusnádi Székely Kongresszus eseményeinek ismertetésében a Csíki Lapok jelentős szerepet vállalt.
1904. február 10-én, a 7 számtól a főszerkesztő dr. Fejér Antal, a lap felelős szerkesztője pedig Lakatos Mihály. Ez év őszétől a fontos politikai eseményekről eredeti táviratok tudósítottak, az országos érdekű, vagy világra szóló szenzációkról külön kiadások jelentek meg.
Az 1905-1906-os év vezércikkeinek nagyobb része a politikai válsághoz kapcsolódott.
1907-es év újra jelentős fordulatot hozott: a főmunkatársi tisztséget dr. Imecs János ügyvéd és dr. Benke Antal töltötte be.
1908. szeptember 16-ától, a 38. számtól kezdve dr. Élthes Gyula lett a lap főmunkatársa, aki több mint két évtizeden keresztül dolgozott a lapnál.
1912. június 19-én a Szvoboda József-féle könyv- és papírkereskedést Vákár Lajos vette át, ettől az évtől a lap a sportélet híreivel is foglalkozni kezdett. Tudósított az olimpiai versenyekről, a magyar sportolók szerepléséről. Ugyanakkor megszaporodnak a háborús hírek is, hiszen a Monarchia szomszédságában dúlt a balkáni háború.
1912. augusztus 26-án Csíkszeredában tartották a Székely Társaságok Szövetségének VII. nagygyűlését, amelyről a lapban részletes tudósításokat közöltek.
A Csíki Lapok 1912. december 25-én ünnepelte fennállásának 25. évfordulóját, Erdély egyik leghosszabb életű lapjának mondhatta magát, 800 előfizetőjével előkelő helyet foglalt el az akkori sajtóban.
A világháború idején, 1914 augusztusától október 7-ig a Csíki Lapok napra készen tudósította a közönséget a háború fontos eseményeiről, a legfontosabb kormányrendeletekről. Az év végére a lap nehéz helyzetbe került, kénytelen volt megemelni az előfizetési díjat évi 8 koronáról 12 koronára.
Az 1915-ös évvel véget ért a Csíki Lapoknak az a korszaka, amelyet Dr. Fejér Antal, felelős-, majd főszerkesztőként határozott meg. Június 20-án dr. Fejér Antal meghalt, a felelős szerkesztői teendőket a lap addigi főmunkatársa, dr. Élthes Gyula vette át.
1916-os háborús évet „a feláldozandók üdvözlik az 1916-iki esztendőt” kezdetű mondattal köszönti a Csíki Lapok, tudósítja olvasóit, hogy új időszámításra tér át az ország május 1-jével. Az órákat egy órával előre viszik, ezzel Magyarországon is életbe lép a nyári időszámítás, mely szeptember 30-ig marad érvényben.
A Csíki Lapok 1916. augusztus 23-án megjelenő 34. számát hónapokig nem követte újabb, a román hadsereg 1916. szeptember 9-én vonult be Csíkszeredába, a település a határ mentén zajló harcok következtében belső hadműveleti területnek számított.
1917. február 28-án az újra induló Csíki Lapok papírhiány miatt csak két oldalon jelent meg. Hasábjain a Gyimesekben és az Uz- völgyében folyó harcokról szóló tudósítások mellett az oroszországi forradalmi megmozdulásokról is hírt adott.
1917. május 9-től a lap ismét négy oldalon jelent meg, újra fellendültek a reklámok és hirdetmények.
1918. március 27-től a Csíki Lapoknak új felelős főszerkesztője lett, Kohányi Gyula személyében, aki beköszöntőjében kiemelte: „Nem azt igyekszem keresni, ami elválaszt, hanem ami összehoz…”.
1918. augusztus 9-i 32. számtól dr. Daradics Félix nevét tüntetik fel, mint felelős szerkesztőt.
1918. november 16-án a 46. lapszám arról értesített, hogy Erdély megszállás alá került, így feltehetően Csíkvármegye is. A lap felhívta a lakosság figyelmét, hogy fogadják békésen az idegen csapatokat. A lap a román megszállás miatt két hétig nem jelent meg, az 1918. december 11-én megjelenő lapszám jelzi a hatalomváltozást, illetve fehér foltjaival a cenzúra jelenlétét.
A Csíki Lapok 31. évfolyamának első száma csak 1919. január 12-én jelent meg, a felelős szerkesztő dr. Élthes Gyula, a laptulajdonos Vákár Lajos volt.
Augusztus 1-jével a Csíki Lapok értesülése szerint megszűnt a cenzúra de az ostromállapot még nem.
1922-ben a lapot érzékeny veszteség érte, az újabb repatriáltak között ott volt Élthes Gyula a lap szerkesztője is, aki 1907-től, 22 éven át dolgozott a lapnál. Kezdetben a lap főmunkatársa, majd Fejér Antal mellett társszerkesztője volt, később felelős szerkesztője. „Ez idő alatt ő volt a lap szellemi irányítója és tényleges szerkesztője. A lap minden rovatát ő állította össze”
A március 12-i számtól a felelős szerkesztő dr. Csipak Lajos a csíkszeredai katolikus főgimnázium magyar-latin szakos tanára lett, azonban hamarosan eltiltották a szerkesztéstől. A lap szerkesztését a tulajdonos, Vákár Lajos vette kézbe.
1926 nyarán laptulajdonosként özvegy Vákár Lajosné jelent meg, míg a felelős szerkesztői állást Részegh Viktor töltötte be. A cenzúra és a hatalom nyomására a lap nevét románul is ki kellett írni (Ziarul Ciucului alakban), majd a 30-as évek második felében a laptulajdonos, a szerkesztő neve is románul jelent meg a címlapon.
1937-ben a lap működésének az 50. évébe lépett. A szerkesztőség jubileumi lapszámot tervezett, amely azonban nem jelenhetett meg, a lap helyzete tovább romlott.
Az új sajtórendelet értelmében évente 30-nál kevesebb lapszám kerülhetett ki a nyomdából, így a kiadó kénytelen volt 1938. június 15-étől áttérni a kétheti megjelenésre.
1940 augusztusában a lap apróbb híreket közölt a magyar-román tárgyalásokról, figyelemmel kísérte a nemzetközi és hazai eseményeket.
A bécsi döntés utáni időszak lapszámai a magyar csapatok bevonulásáról, az ünneplésről tudósítottak és információt közöltek a bekövetkezett változásokról, a helyi katonai parancsnokság rendelkezéseiről.
1941-től a lap figyelemmel kísérte a háborús eseményeket. 1942 júniusában tudósított Kállay Miklós miniszterelnök csíkszeredai látogatásról, akinek kíséretében több miniszter is jelen volt, a kormány tagjai ígéretet tettek a Székelyföld gazdasági és társadalmi gondjainak orvoslására.
1944 áprilisától a vármegyét hadműveleti területté nyilvánították.
A Csíki Lapok 1944. június 28-án jelent meg utoljára, habár semmi nem utalt arra, hogy a több mint ötven évet megélt lapnak ez lesz az utolsó lapszáma.
Az 1889-1944 között megjelent lap Csíkszereda történelmének nyitott könyve, amely hasábjain foglalkozott a székelység gazdasági és kulturális értékeinek, a népi és helytörténeti hagyományoknak az ápolásával, sokszor ma is időszerű cikkeiben szót emelt az ipar és mezőgazdaság fejlesztéséért, a közművelődésért, közölt irodalmat és művészetet.
Az ötvenöt éven át szinte megszakítás nélkül megjelent Csíki Lapok hasábjain számos igényes szakirodalmat, publicisztikát, vagy szépirodalmat közlő munkatárs szerepelt, köztük: Albert István, Albert Vilmos, Antal Áron, Bartalis Ágoston, Domokos Pál Péter, K. Balogh István, Balló István, Kajtsa Ferenc, Kozán István, Mihály László Barna, Tivai Nagy Imre, Vitos Mózes.
Ma már kevés helyen őrzik a lap példányait, az Országos Széchényi Könyvtárban, a kolozsvári Egyetemi Könyvtárban, és a Csíki Székely Múzeum helyi gyűjteményeiben találhatók meg évfolyamai.

## Külső hivatkozások
- Csíki Székely Múzeum honlapja